# بریونگا
بریونگا (انگلیسی: Brionvega) شرکت الکترونیک ایتالیایی است، که در سال ۱۹۴۵ تأسیس شد.